# THE HONG KONG KNIFE/ザ・ホンコンナイフ
THE HONG KONG KNIFE(ザ・ホンコンナイフ)は日本のロックバンドである。ジョー・アルコールを中心に1993年結成。

## メンバー
- ジョー・アルコール/JOE ALCOHOL（ボーカル・ギター）

解散後はソロ活動となり、2011年にザ・ワンダフルワールド結成。2022年1月31日心不全のため死去。
- リトル・ジョニー/LITTLE JOHNNIE（ギター）

- エディ・アルコール/EDDIE ALCOHOL（ベース）

解散後はTHE VARIATIONSのメンバーとして活動。ライブ活動を続けCDも1枚リリースする。2014年5月6日食道癌により死去。
- ニッシー・ライダー/NISSHY RIDER（ドラムス）

解散後はエディ・アルコールと共にTHE VARIATIONSを結成し活動。

## 概要
1993年、"JOE ALCOHOL &THE HONG KONG KNIFE/ジョー・アルコール＆ザ・ホンコンナイフ"として新宿ロフトにてライブデビュー。
1996年『HATE ME MORE...』でキティレコードからメジャーデビュー。
1997年にバンド名を”THE HONG KONG KNIFE/ザ・ホンコンナイフ”に改名。
1998年10月 新宿ロフトのレーベルからセカンドアルバム『HEART BREAK JET SALOON』発売。その後人気は全国区へ。
2000年にキングレコードより再びメジャーデビュー。同年7月にリリースされたシングル『CHERISHED MEMORIES』は、フジテレビ系列アニメ「GTO」のエンディングテーマとなり、代表作となった。
2002年12月無期限活動休止。
2003年12月、川崎クラブチッタにて一度だけ再結成。

## ディスコグラフィー

### シングル

#### JOE ALCOHOL & THE HONG KONG KNIFE名義
- UNFORTUNATE MOTHER FUCKER EP（1993年）
- JUST ANOTHER NIGHT EP（1995年）
- PERFECT LIFE EP（1996年）
- NOT FOR SALE EP（1996年）

#### THE HONG KONG KNIFE名義
- SPLIT WITH S.D.S.（1999年9月8日）※スプリットシングル
- December’s Children（1999年【再発売：2000年1月28日】）
- CHERISHED MEMORIES（2000年7月26日）
- LOVE ME（2000年11月2日）
- EDEN/LOVE ME!![SPLIT MAXI CD]（2001年4月25日）※アニメ『闇の末裔』の主題歌を収録したスプリットシングル（TO DESTINATIONとのスプリット盤）

### アルバム

#### JOE ALCOHOL & THE HONG KONG KNIFE名義
- MIDNIGHT BLUES（1995年）
- HATE ME MORE...（1996年8月25日）※キティレコードからのメジャーデビューアルバム

#### THE HONG KONG KNIFE名義
- HEARTBREAK JET SALOON（1998年12月16日【再発売：2000年4月5日】）
- BREAK STATE SURVIVOR（2000年8月23日）
- BLACK LEATHER DISCHORD（2001年7月25日）
- DYNAMITE CANDY（2002年3月6日）
- NASTY MUSIC（2004年8月30日） ※2002年下北沢シェルターで行われたイベントに出演したときのライブ盤

### LP

#### THE HONG KONG KNIFE名義
- HEARTBREAK JET SALOON（1999年5月21日）
- BREAK STATE SURVIVOR（2000年8月23日）

### ビデオ
1. SHINJUKU LOFT BOOTLEG /LOFT PROJECT（1999年）
2. DECEMBER'S CHILDREN/GOLD DIGGER'S ORGANIZATION（2000年）
3. TEQUIRA HELLRISER/BOOTLEG（2002年）
4. ROYAL STRAIGHT FLASH BACK AGAIN DOCUMENT/NO NAME-BOOTLEG（2003年）

### その他 (オムニバス等)
1. I WANNA BE STOOGES(Tribute to STOOGES)V.A./JOE ALCOHOL（1996年）
2. ROCK BACKER FILE V.A./JOE ALCOHOL & THE HONG KONG KNIFE（1996年）
3. STRANDED IN THE DOLL'S HOUSE(Tribute to　N.Y. Dolls)/JOE ALCOHOL & THE HONG KONG KNIFE（1997年）
4. FUNK CRIB V.A./THE HONG KONG KNIFE（1997年）
5. HODGE PODGE & BARRAGE FROM JAPAN Vol.3/THE JET BOYS（1997年）
6. アトミック番長！！～GARAGE DYNAMITS（1998年）/THE HONG KONG KNIFE（1997年）
7. アトミック番長！！～GARAGE DYNAMITS　転校編（1999年）/THE HONG KONG KNIFE（1998年）
8. TRASH ON DEMAND Vol.3 V.A./JOE ALCOHOL & THE HONG KONG KNIFE（1999年）
9. FACTORY V.A./THE HONG KONG KNIFE（2000年）
10. TEENAGE HEAD V.A./THE HONG KONG KNIFE（2000年）
11. TEENAGE HEAD V.A./ULTRA KING ROCKER（2000年）
12. TIGER HOLE RANGE V.A./THE HONG KONG KNIFE（2000年）
13. LET'S GET TOGETHER(Tribute to RYDERS)/THE HONG KONG KNIFE（2002年）
14. 電撃バップ(Tribute to RAMONES)/THE HONG KONG KNIFE（2002年）

### 写真集
1. THE THIRTEEN SUPERSTITION（2000年）
2. WHAT'S BURNING UP THE KIDS?（2001年）

## タイアップ一覧
| 起用年 | 曲名               | タイアップ                                                             |
| ------ | ------------------ | ---------------------------------------------------------------------- |
| 2000年 | CHERISHED MEMORIES | フジテレビ系アニメ『GTO』エンディングテーマ（第34話 - 第43話、第45話） |
| 2000年 | LOVE ME            | WOWOWアニメ『闇の末裔』エンディングテーマ（全13話）                    |